# Giacomo Giorgio
Giacomo Giorgio (Napoli, 4 maggio 1998) è un attore italiano, noto principalmente per il ruolo di Ciro Ricci nella serie televisiva Mare fuori.

## Biografia
Nato a Napoli il 4 maggio 1998, Giacomo Giorgio manifesta fin da piccolo una forte passione per la recitazione, a 6 anni prende parte a una recita scolastica, interpretando la maschera di Pulcinella. Inizia quindi gli studi a Napoli e all’età di 11 anni si trasferisce a Milano per approfondire lo studio del teatro, iscrivendosi a corsi professionali di recitazione. Ha studiato, tra gli altri, con insegnanti come Michael Margotta, Francesca De Sapio e Susan Batson, seguendo il metodo Stanislavskij. A 17 anni si trasferisce definitivamente a Roma, dove inizia a lavorare stabilmente nel mondo dello spettacolo.
Giacomo Giorgio debutta al cinema nel 2017 nel film Non c’è campo, diretto da Federico Moccia. Nel 2018 appare anche nel film internazionale The Happy Prince - L'ultimo ritratto di Oscar Wilde, diretto e interpretato da Rupert Everett, accanto a Colin Firth ed Emily Watson. Prosegue la sua carriera anche sul piccolo schermo, nel 2019 prende parte a un episodio della seconda stagione della serie televisiva I bastardi di Pizzofalcone di Alessandro D'Alatri, fiction Rai ispirata ai romanzi di Maurizio de Giovanni. Nel 2020 entra nel cast della serie televisiva Rai Mare fuori interpretando il detenuto del carcere minorile Ciro Ricci, personaggio che porta Giacomo a diventare noto al pubblico. Nel 2022 è tra i protagonisti della serie televisiva trasmessa su Rai 1 Sopravvissuti, fiction internazionale girata tra Italia e Francia, per cui si è sottoposto a una trasformazione fisica, aumentando di circa 15 kg per esigenze di copione. Nel 2022 e nel 2023 interpreta il ruolo dell'agente Zeman nei film Diabolik – Ginko all’attacco! e Diabolik – Chi sei?, diretti dai Manetti Bros. Durante il 2023 recita nello spot di Autostrade per l'Italia "Non chiudere gli occhi. La sicurezza stradale riguarda anche te" in testimonianza delle 3100 vittime morte per incidenti stradali nel corso del 2022. Nel 2023 recita in Per Elisa – Il caso Claps e nella serie fantastica Noi siamo leggenda. Nel 2024 compare anche nella terza stagione di Doc – Nelle tue mani, serie Rai ambientata in un ospedale di Milano, dove interpreta uno dei giovani specializzandi. Nel 2025 prende parte alle serie Belcanto e Sara - La donna nell’ombra ed è il protagonista in Otello, spettacolo teatrale diretto da Giorgio Pasotti.

## Vita privata
Giacomo Giorgio è una persona molto riservata. È stato occasionalmente accostato mediaticamente all'attrice Beatrice Vendramin, ma la relazione non è mai stata confermata.
È appassionato di musica: suona il pianoforte e la chitarra. Pratica diversi sport tra cui calcio, tennis e yoga. Ha dichiarato di soffrire di gerascofobia, ovvero la paura di invecchiare.
Giacomo Giorgio dal 2025 è fidanzato con Maddalena Botta, una digital PR per Dolce & Gabbana. La loro relazione è diventata pubblica quando sono stati visti insieme ed è stata ufficializzata quando l'attore ha pubblicato su instagram una foto in cui la bacia.

## Filmografia

### Attore

#### Cinema
- Non c'è campo, regia di Federico Moccia (2017)
- The Happy Prince - L'ultimo ritratto di Oscar Wilde (The Happy Prince), regia di Rupert Everett (2018)
- Diabolik - Ginko all'attacco!, regia dei Manetti Bros. (2022)
- Diabolik - Chi sei?, regia dei Manetti Bros. (2023)

#### Televisione
- I bastardi di Pizzofalcone - Seconda serie – serie TV, episodio 5 (2019)
- Mare fuori – serie TV (2020-2025)
- Sopravvissuti – serie TV (2022)
- Per Elisa - Il caso Claps – miniserie TV (2023)
- Noi siamo leggenda – serie TV (2023)
- Doc - Nelle tue mani – serie TV (2024-2026)
- Belcanto – serie TV (2025)
- Sara - La donna nell’ombra – serie TV (2025)
- Carosello in love – film TV (2025)

#### Webserie
- Mare fuori #confessioni (2023)

### Spot
- Non chiudere gli occhi. La sicurezza stradale riguarda anche te (2023) – di Autostrade per l'Italia

### Videoclip musicali
- Come vuoi (2023) - di Geolier

## Teatro
- Otello, regia di Giorgio Pasotti (2025)

## Riconoscimenti
- Festival di Venezia
  - 2023 – Premio Kineo 80° come Miglior attore serie italiana
  - 2024 – Premio Filiming Italy Spotlight Aword come Miglior attore protagonista serie italiana
- Nastro d'argento
  - 2024 - Premio Guglielmo Biraghi per Mare fuori, Doc - Nelle tue mani, Noi siamo leggenda e Per Elisa - Il caso Claps
  - 2024 - Premio Italo per Mare fuori, Doc - Nelle tue mani, Noi siamo leggenda e Per Elisa - Il caso Claps
- Giffoni Film Festival
  - 2023 - Premio Giffoni Explosive Talent Award
- Etna Comics
  - 2023 - Uz Aword
- Filiming Italy Sardegna Festival
  - 2024 - Filiming Italy New Generation - Nuovo Imaie per Mare fuori, Doc - Nelle tue mani